# Langness
Langness är en halvö på Isle of Man. Den ligger på den södra delen av Isle of Man, 14 km sydväst om huvudstaden Douglas. Längst i sydväst på halvön ligger udden Dreswick Point.